# Carte de Hereford

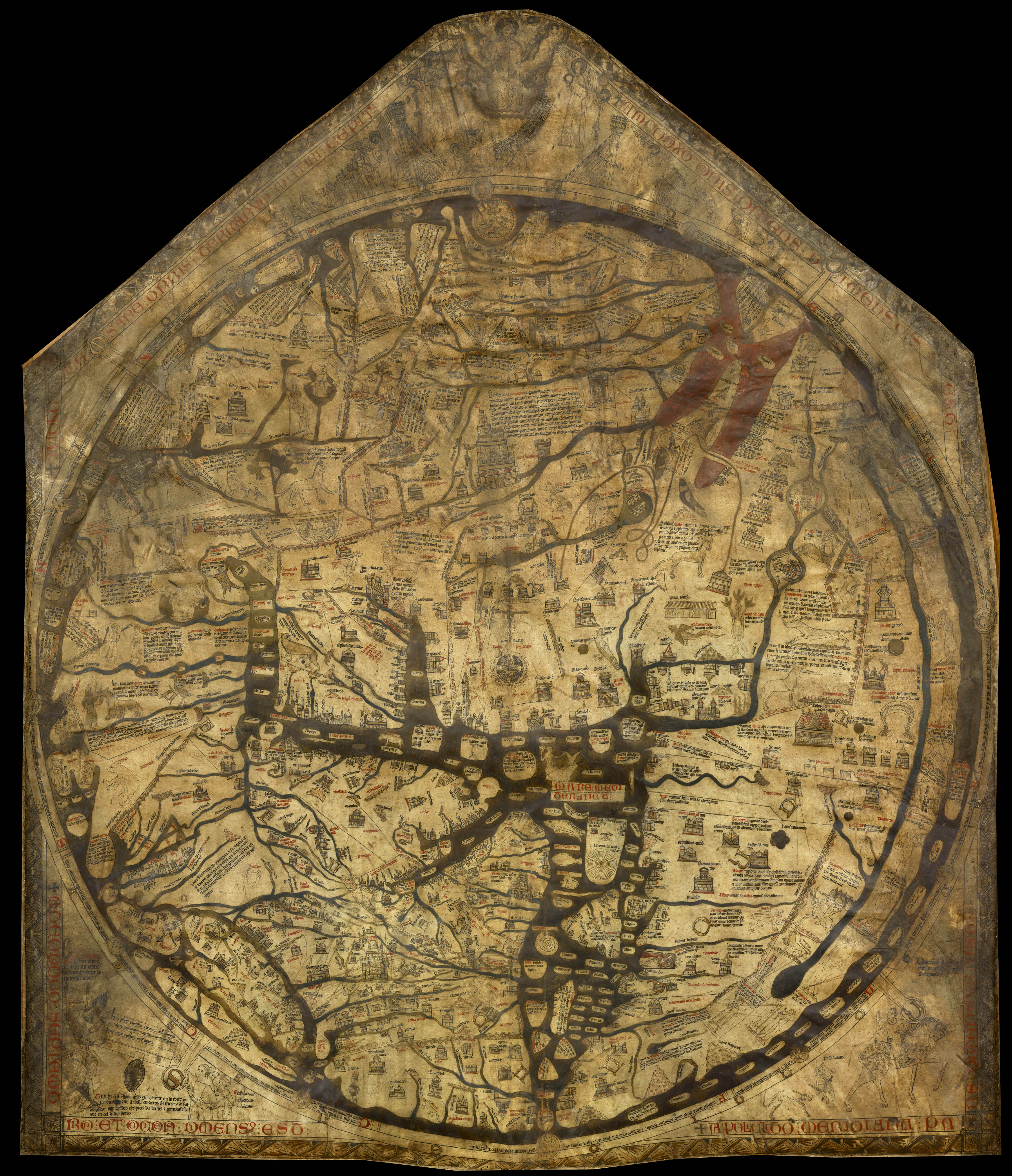
La carte de Hereford

La carte de Hereford est une mappa mundi (carte du monde) datant de la fin du XIIIe siècle et exposée dans la cathédrale de Hereford, dans l'ouest de l'Angleterre. 
Haute d'un mètre soixante, c'est la plus grande et la plus détaillée des mappae mundi conservées. Cependant, elle est plus petite que la carte d'Ebstorf, détruite pendant la Seconde Guerre mondiale mais dont il reste une copie.
Son organisation est celle d'une carte en T.
La carte aurait été  exécutée ou commandée par un certain "Richard de Haldingham et Lafford", aussi connu sous le nom de Richard de Bello.
Sa préservation a été rendue possible grâce au National Heritage Memorial Fund.